# Macrostemum brasiliense
Macrostemum brasiliense är en nattsländeart som först beskrevs av Fischer 1970.  Macrostemum brasiliense ingår i släktet Macrostemum och familjen ryssjenattsländor. Inga underarter finns listade i Catalogue of Life.